# Le Spectre du sex-appeal
Le Spectre du sex-appeal est un tableau réalisé par le peintre espagnol Salvador Dalí vers 1934. Cette huile sur bois surréaliste est conservée à la Fondation Gala-Salvador Dalí, à Figueras.